# Strategia dominante
Nella teoria dei giochi, una strategia si dice dominante se garantisce, al giocatore che la segue, un risultato sempre migliore di ogni altra sua possibile alternativa, indipendentemente dalle strategie adottabili dagli altri giocatori. Quando tutti i giocatori possono disporre e attuano una strategia dominante si ottiene una condizione di equilibrio dominante. L'ipotesi di razionalità prevede che un giocatore che abbia a disposizione una strategia dominante la utilizzi: è un caso particolare di applicazione dell'idea di dominanza.

## Esempio
Si immagini una situazione in cui il giocatore A con la strategia 1 possa adottare un suo comportamento e in risposta alla strategia 1 del giocatore A, l'utilizzo da parte del giocatore B della strategia 1 comporta i seguenti punteggi: A vince 1 e B vince 2.
Se invece giocatore A gioca la sua strategia 1 ma il giocatore B gioca la sua strategia 2 ecco che il risultato per entrambi si modifica: A vince 0 e B vince 1.
Da questa analisi possiamo capire che se il giocatore A gioca la sua strategia 1, a seconda del fatto che il giocatore B giochi la sua strategia 1 oppure quella 2, il risultato cambia.
| (A)\(B)     | Strategia 1 | Strategia 2 |
| Strategia 1 | (1,2)       | (0,1)       |
| Strategia 2 | (2,1)       | (1,0)       |

Ora se il giocatore A gioca la sua strategia 1 al giocatore B cosa converrà maggiormente? 
In risposta ad un possibile comportamento di A che ha scelto la sua strategia 1, B si trova di fronte logicamente a un'alternativa. Se B gioca 1 vince 2 mentre se gioca 2 vince 1 ed è chiaro che la risposta migliore alla strategia 1 di A è la strategia numero 1 di B perché comunque il premio raggiunto ha un valore più alto. 
Se il giocatore A invece gioca la sua strategia numero 2 scopriamo che in questo caso lui vince 2, mentre l'avversario B vince 1 se anche lui ha giocato la strategia 1, viceversa se il giocatore B gioca la sua strategia numero 2 le vincite sono rispettivamente 1 e 0. 
Allora abbiamo scoperto in questo caso che giocare 1 per B è dominante nel senso che, indipendentemente da quello che fa l'avversario, per il giocatore B la strategia 1 è sempre la migliore possibile.
Possiamo ripetere lo stesso ragionamento dal punto di vista del giocatore A e scoprire che la strategia 2 per A è dominante cioè è sempre la migliore possibile qualunque cosa faccia l'avversario.
Se i nostri due giocatori sono razionali e vogliono giocare per ottenere il miglior risultato per sé, è chiaro che, confrontati con questo gioco, il giocatore A sceglierà sempre la strategia 2 e il giocatore B sceglierà sempre la strategia 1 e quindi questo è il risultato in cui la teoria dei giochi prevede arriveranno i due giocatori, quella in cui adotteranno la propria strategia dominante.
Non è possibile però trovare sempre giochi con strategie dominanti per entrambi i giocatori in modo tale che le diverse strategie non si influenzino.

## Il dilemma del Prigioniero
Un classico esempio di strategia dominante si ha nel cosiddetto dilemma del prigioniero descritta dalla seguente bimatrice dei payoff. I valori nelle parentesi misurano le perdite dei due giocatori a seconda della scelta fatta. Se ad esempio il giocatore (A) sceglie Non confessa e il (B) Confessa (A)
prenderà 10 anni di prigione e (B) 0.
| (A)\(B)      | Confessa | Non confessa |
| Confessa     | (8,8)    | (0,10)       |
| Non confessa | (10,0)   | (2,2)        |

Qualsiasi sia la scelta del prigioniero (B) (Confessa/Non confessa), il prigioniero A dovrà scegliere di Confessare poiché questa scelta gli consentirà di minimizzare gli anni di galera da subire. Lo stesso ragionamento vale anche per il giocatore B. 
{Confessa} sarà quindi la strategia dominante di entrambi i prigionieri poiché questa scelta garantirà a ciascuno di loro il risultato migliore (data la scelta dell'altro giocatore).
L'aspetto paradossale del "dilemma del prigioniero" è che l'uso di strategie dominanti porta ad un risultato inefficiente: ad entrambi i giocatori converrebbe la scelta {Non confessa}.